# Ikari Warriors II: Victory Road
Ikari Warriors II: Victory Road, w Japonii wydana na automatach również jako Victory Road, znana również na ZX Spectrum jako Victory Road: The Pathway to Fear – strzelanka z widokiem z góry, wydana na automatach w roku 1986 przez SNK. Głównymi jej bohaterami są znani z poprzedniej części Ralf Jones i Clark Steel/Clark Still, tym razem jednak, na skutek zbiegu okoliczności, akcja gry dzieje się w kosmosie. Gra została wydana bardzo szybko - w tym samym roku co poprzednia część i podobnie jak ona, została przeniesiona z automatów na popularne wtedy platformy, współcześnie pojawiła się też w zbiorze SNK Arcade Classics 0, dostępnym na Playstation Portable i zawierającym gry SNK sprzed ery Neo Geo. Wersje na różne platformy różniły się od oryginalnej - wersja automatowa miała specjalny, obracający się stick, wykorzystany w całej serii, i umożliwiający obracanie postacią niezależnie od kierunku ruchu. Sama gra była zaprojektowana jako jeden długi poziom z różnymi przerywnikami, choć poszczególne wersje gry mogły odejść od tego pomysły na rzecz kilku poziomów, jak wersji na NES.

## Rozgrywka
Rozgrywka w grze jest zbliżona do tej oferowanej przez Commando, oraz poprzedniej części gry. Gracz kieruje Ralfem (drugi gracz – Clarkiem, w grze również brakuje samodzielnego wyboru postaci) i prowadzi go do przodu, po drodze likwidując kolejne oddziały przeciwników - tym razem składają się nach różni obcy. Główną bronią bohatera pozostaje karabin, jednak zaczyna on grę z miotaczem ognia, a do tego posiada pewną ilość granatów. Tym razem zamiast kierowania pojazdami, bohater jest w stanie zdobyć specjalną zbroję z mieczem, którym może rozcinać wrogów.